# Docke (Dachdeckerei)
Docken dienten Dachdeckern insbesondere im norddeutschen Raum als zusätzliche Maßnahme, um das Eindringen von Treibschnee, Flugasche usw. unter eine einfache Dachdeckung (z. B. mit Hohlpfannen) zu verhindern, bevor sich Unterspannbahnen zu diesem Zweck verbreiteten.
Docken bestanden ursprünglich aus Stroh, die handwerklich gebunden wurden. Aus ihrer Ähnlichkeit mit einfachen Spielzeugpuppen aus Stroh ergibt sich die regionale Namensübereinstimmung mit Docke (in Franken) oder Poppe (im Rheinland). Später wurden sie durch Pappdocken ersetzt, die aus Dachpappebahnen geschnitten wurden. Ein Nebeneffekt bei Verwendung von nackten Bitumen-Dachbahnen war ein gewisses Verkleben der Biberschwanzziegel und damit eine zusätzliche Windsogsicherung.
In anderen Regionen wurden Biberschwanzdeckungen mit hölzernen Spließen abgedichtet. Auch das Vermörteln von Längsfugen und Überlappungsbereichen war üblich. Im Mittel- und Hochgebirge wurden auch massive Unterdächer aus Brettschalungen mit einer durchgehenden Schicht Dachpappe verbaut.
Pappdocken waren auf das Maß des Dachziegel- bzw. Dachsteins abgestimmt. Sie wurden auf der jeweils vorhergehenden Dachziegelreihe mit Überdeckung und der nächstfolgenden Dachlatte verlegt. Die Dachziegel-/steine folgten unmittelbar danach. Anschließend wurde das überstehende Ende der Docke um die Köpfe der Dachziegel geschlagen, die nächste Docke folgte usw.
Pappdocken entsprechen heute nicht mehr dem anerkannten Stand der Technik.
1. Sie reduzieren die Durchlüftung des Dachaufbaus. Durch die heutzutage übliche Dämmung genutzter Dächer erwärmt sich die Dachinnenseite und damit der Unterseite der Dacheindeckung auf nach Norden geneigten Dachflächen im Winter nicht mehr genügend, um entstehendes Kondensat abtrocknen zu lassen, was auf lange Sicht zu Schäden an den Dachziegeln/-steinen führen kann.
2. Bei der Verwendung von Pappdocken sind die heute üblichen Seitenfalzklammern zur Windsogsicherung von Dacheindeckungen nicht einsetzbar. Allein mit Kopfklammern werden die heutigen Anforderungen der Sturmsicherheit von Dachdeckungen in der Regel nicht erfüllt.
3. Um die Pappdocken möglichst schmiegsam zu halten und ein Brechen während des Eindeckens zu verhindern, war ein relativ hoher Bitumen- und Lösemittelanteil notwendig. Dies ist von Nachteil, wenn es zu einem Brand kommt.
Gleichwohl sind Pappdocken in Norddeutschland nach wie vor erhältlich und werden dort auch heute noch verarbeitet. Der ausführende Dachdeckerbetrieb muss sich eine objektbezogene Genehmigung des Dachziegel-/-steinherstellers einholen, um die Garantieansprüche nicht zu verlieren.